# Енгелхолм (община)
Община Енгелхолм (на шведски: Ängelholms kommun) е разположена в лен Сконе, югоизточна Швеция с обща площ 433 km2 и население 39 866 души (към 31 декември 2013). Административен център на община Енгелхолм е едноименния град Енгелхолм.